# Vladimiro Romero
Vladimiro Romero (... – Luanda, 1999) è stato un allenatore di pallacanestro angolano.

## Carriera
Ha allenato l'Angola nel biennio 1995-1997, vincendo l'oro ai FIBA AfroBasket 1995 e il bronzo ai FIBA AfroBasket 1997. Ha guidato la Nazionale anche ad Atlanta 1996.
In carriera ha guidato a lungo l'Atlético Petróleos Luanda.